# Kristian Jessen
Kristian Jessen (født 1975 i Glostrup) er en dansk journalist og musiker.

## Biografi
Han tog sin uddannelse på Ringkøbing Gymnasium og RUC.
Han spiller bas og kontrabas i forskellige danske rock-, pop- og jazzbands.
Han har arbejdet på B.T., Ekstra Bladet og Magasinet FOKUS samt været freelance for adskillige danske aviser, magasiner, samt TV 2 og DR. Desuden har han været journalist på Fagbladet 3F, samt kommunikationsansvarlig i Greenpeace Nordic, Kommunikations- og marketingchef i Fairtrade Mærket (tidligere Max Havelaar), samt Head of Global Communications, Zebra A/S (Tiger-butikkerne).
Kristian Jessen blev hentet til at etablere den første kommunikationsafdeling i ALDIs 43 årige historie i 2019, da han tiltrådte som PR- og kommunikationschef i ALDI Danmark. Samarbejdet blev en stor succes, hvor kæden blandt andet, på under et år, steg næsten 40 pladser på en image-analyse foretaget af YouGov og Caliber. Kristian Jessen fratrådte stillingen i juni 2020.
Kristian Jessen har i en årrække drevet sit eget firma, Jessen Kommunikation , hvor han primært lavede dokumentarer til TV2, DR og Discovery.
I dag arbejder han på TV2 ØST, hvor han leverer længere indslag til nyhedsudsendelserne.[kilde mangler]
Han har vundet adskillige journalistpriser samt skrevet bøgerne, Gud Bevare Danmark og Drabet Uden Lig.
Han har siddet i bestyrelsen for Foreningen af Arbejdsmarkedsjournalister (FAJ), og ved siden af jobbet som journalist og musiker er Kristian Jessen også censor på Danmarks Medie- og Journalisthøjskole].

## Priser
Kristian Jessen har modtaget seks journalistpriser og har desuden været nomineret til adskillige priser i både ind- og udland.[kilde mangler]
Han modtag i 2024 sin 6. journalistpris - Kreds 2 Prisen.[kilde mangler]
Han modtog i 2006 Kristian Dahls Mindelegat – også kaldet Den lille Cavlingpris.
I 2009 modtog han Danske Specialmediers fornemste pris, Anders Bording-prisen, for afsløringen af kviksølvskandalen i Grindsted for Fagbladet 3F.
Udover journalistprisen modtog han også Anders Bording-prisen for årets digitale medie for samme afsløring.
For samme produktion vandt han i 2009 også FUJ-prisen (Foreningen for Undersøgende Journalistik).
Kristian Jessen vandt igen FUJ- Metodeprisen i 2018 for TV2-serien, Drabet Uden Lig . Senere udgav han bogen af samme navn.
I 2024 vandt han Journalistforbundets Kreds 2 pris for årets journalist.[kilde mangler]
- I foråret 2019 stod han bag DR dokumentar-serien Psykiatriens Dilemma.
- I 2020 var han faktaredaktør på DR-serien Maden Flytter Ind.

Kristian Jessen har desuden været indstillet og nomineret til Cavlingprisen samt Anders Bording-prisen adskillige gange og som den eneste dansker har han været nomineret til den prestigefyldte amerikanske Philip Meyer Award.